# Alec Jackson
Alec Jackson (Tipton, 29 maggio 1937 – 10 agosto 2023) è stato un calciatore inglese, di ruolo attaccante.

## Caratteristiche tecniche
Era un'ala.

## Carriera
Esordisce tra i professionisti all'età di 17 anni nella stagione 1954-1955 con il West Bromwich, club della prima divisione inglese, segnando una rete in 2 presenze; nel triennio seguente rimane in rosa giocando in modo abbastanza saltuario (5 presenze ed un gol tra il 1955 ed il 1958), venendo impiegato con maggior frequenza nella stagione 1958-1959 (11 presenze) e soprattutto a partire dalla stagione 1959-1960, nella quale mette a segno 11 reti in 31 partite di campionato. Nel triennio successivo gioca poi stabilmente da titolare (41, 42 e 35 presenze), segnando anche con buona regolarità (34 reti, andando anche in doppia cifra in due di questi tre campionati). Infine, nella stagione 1963-1964, la sua decima ed ultima nel club, realizza 3 reti in 27 partite di campionato. In dieci anni con il West Bromwich ha totalizzato complessivamente 192 presenze e 50 reti in partite di campionato, tutte in prima divisione.
Nell'estate del 1964 si trasferisce al Birmingham City, con cui gioca per tre stagioni (la prima in prima divisione, in cui segna 3 gol in 36 presenze, e le altre due in seconda divisione) totalizzando complessivamente 78 presenze e 11 reti in partite di campionato; trascorre poi la stagione 1967-1968 segnando 7 reti in 38 presenze in terza divisione al Walsall, per poi trasferirsi ai semiprofessionisti del Nuneaton Borough, con i quali gioca per un biennio.
In carriera ha totalizzato complessivamente 308 presenze e 68 reti nei campionati della Football League.

## Palmarès

### Club

#### Competizioni nazionali
- FA Charity Shield: 1

West Bromwich: 1954